# 豫国公主 (宋仁宗)
豫国公主（1061年—1061年），本名不詳，為北宋第四代皇帝宋仁宗的第十三皇女（最幼女），母董淑妃。
嘉祐六年（1061年）六月出生，閏八月就薨逝，追封楚國公主。治平元年（1064年）五月，追封韓國長公主。宋徽宗即位后，于元符三年（1100年）三月，追封她为豫国大長公主。后改公主为帝姬，政和四年（1114年）十二月，改封莊儼大長帝姬。